# Тагвелл, Рексфорд
Рексфорд Гай Тагвелл (иногда Тагвел или Тагуэлл; англ. Rexford Guy Tugwell; 10 июля 1891, Синклервилль, Нью-Йорк — 21 июля 1979, Санта-Барбара, Калифорния) — экономист, профессор, входивший в первый «мозговой трест» Франклина Рузвельта; участвовал в разработке политических и экономических рекомендаций «Нового курса». Работал в президентской администрации до увольнения в 1936 году; являлся сторонником масштабного государственное экономическое планирование как средства для преодоления Великой депрессии. Являлся губернатором Пуэрто-Рико во время Второй мировой войны (1941—1946); затем работал в Чикагском университете и Калифорнийском университете в Санта-Барбаре; написал два десятка книг, посвященных политике Нового курса, биографиям деятелей своего времени и собственным воспоминаниям.

## Работы

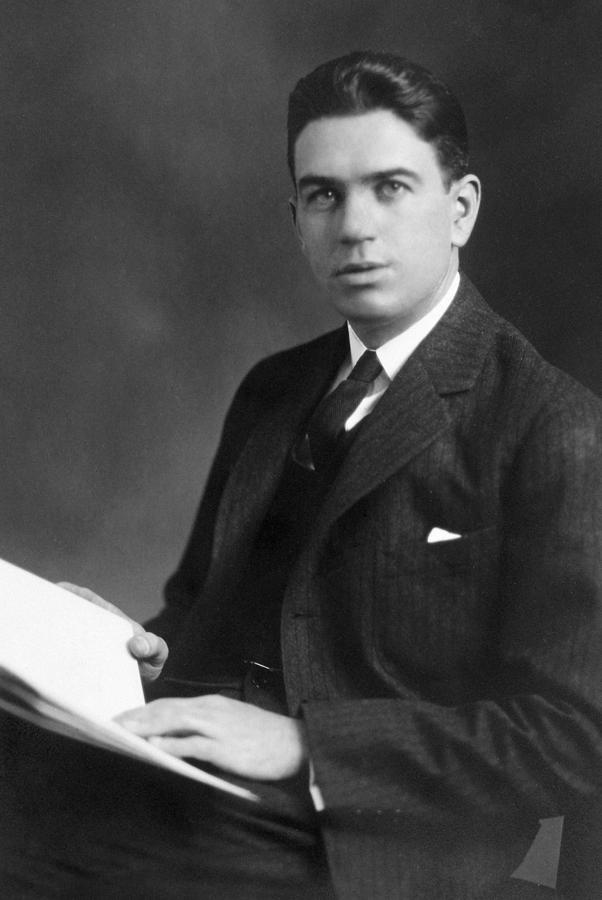
Тагвелл в 1922 году.

- The Economic Basis of Public Interest, Menasha, Wisconsin: George Banta Publishing Company, 1922.
- Industry’s Coming of Age, New York: Harcourt, Brace, 1927.
- Mr. Hoover’s Economic Policy, New York: John Day, 1932.
- The Industrial Discipline and the Governmental Arts, New York: Columbia University Press, 1933.
- Grover Cleveland, Macmillan, 1968.